# Ginger Fish

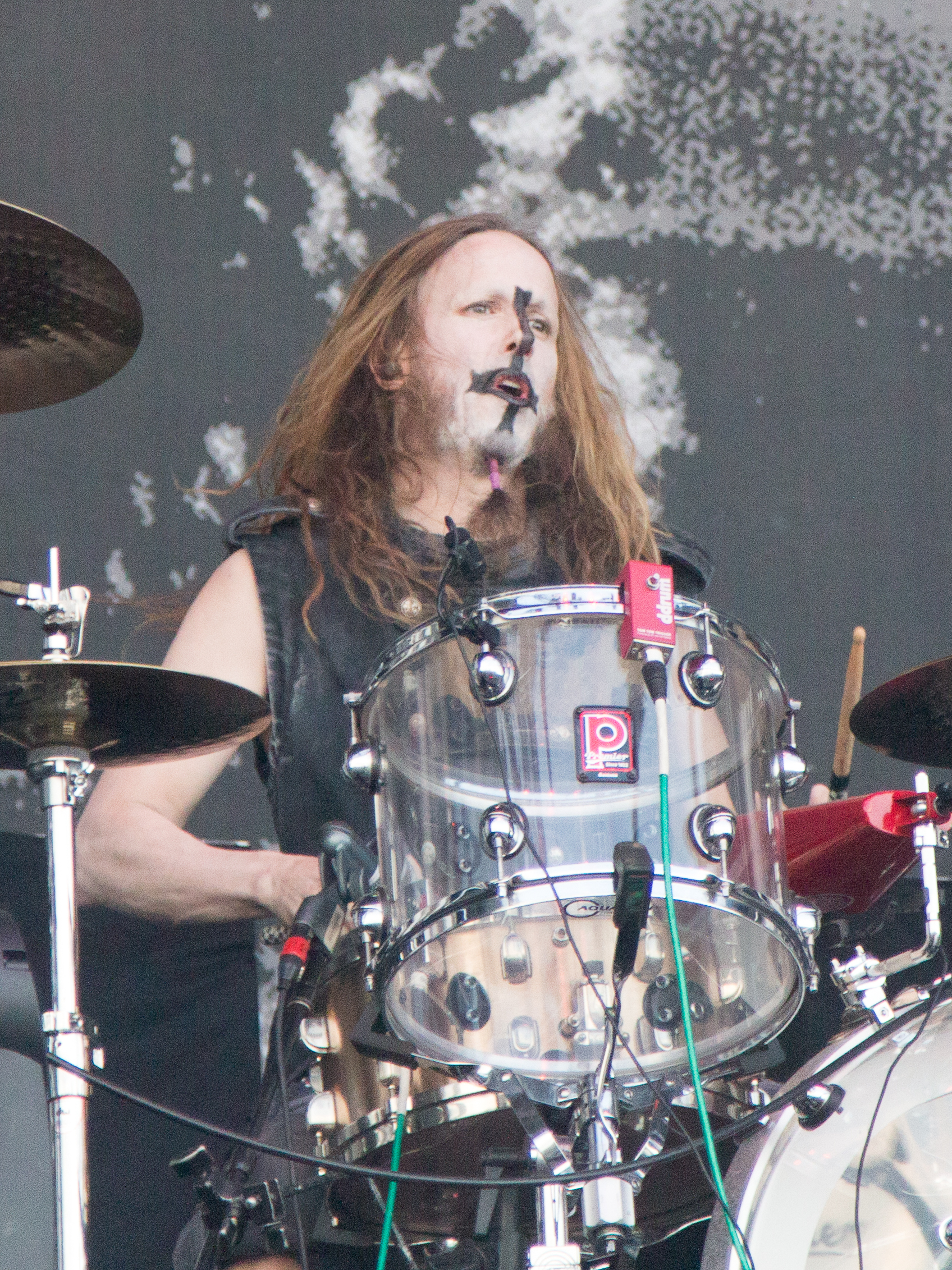
Ginger Fish als Drummer für Rob Zombie am Nova Rock 2014

Ginger Fish, eigentlich Kenneth Robert Wilson (* 28. September 1965 in Framingham, nähe Boston, Massachusetts) ist ein US-amerikanischer Schlagzeuger.
Ginger Fish trat Marilyn Manson 1994, 5 Jahre nach ihrer Gründung, bei, da Frontmann Manson sich mit dem bisherigen Schlagzeuger Sara Lee Lucas nicht mehr verstand.
Nach einer Verletzung bei der VIVA Comet Verleihung 2004 und dem Fehlen bei der später begonnenen Against All Gods Tour war Ginger in einem Nebenprojekt namens Martyr Plot tätig, das sich aber Anfang 2006 aufgelöst hat. Den Platz als Schlagzeuger bei Marilyn Manson für die Tour hatte Chris Vrenna (ehemals Nine Inch Nails) übernommen. Bis 2011 war Ginger Fish weiterhin bei Marilyn Manson tätig, war aber auch 2010 als Live-Schlagzeuger für Rob Zombie aktiv. 2011 stieg Fish bei Marilyn Manson aus, um sich an anderen Projekten zu beteiligen. Er ist jetzt u. a. Mitglied in der Solo-Band von Rob Zombie.